# Asa Earl Carter
Asa Earl Carter (Anniston, 4 de setembro de 1925 — Abilene, 7 de junho de 1979) foi um segregacionista estadunidense e organizador da Ku Klux Klan que se destacou na década de 1950 por seu ativismo e, mais tarde, como romancista de ficção ocidental, conhecido como coautor da conhecida frase pró-segregação de George Wallace em 1963, “Segregação agora, segregação amanhã, segregação para sempre”. Ele concorreu nas primárias democratas para governador do Alabama como um supremacista branco. Posteriormente, sob o pseudônimo do escritor supostamente Cherokee, Forrest Carter, escreveu The Rebel Outlaw: Josey Wales (1972), um romance de faroeste que foi adaptado para um filme de 1976 com Clint Eastwood, que foi adicionado ao National Film Registry, e The Education of Little Tree (1976), um livro premiado e campeão de vendas que foi comercializado como um livro de memórias, mas que acabou se tornando ficção.
Em 1976, após o sucesso de The Rebel Outlaw e sua adaptação cinematográfica, o The New York Times revelou que Forrest Carter era, na verdade, Asa Carter. Seu passado voltou a ser notícia nacional em 1991, depois que seu suposto livro de memórias, The Education of Little Tree (1976), foi relançado em brochura, chegando ao topo das listas de best-sellers de brochura do Times (não ficção e ficção) e ganhando o prêmio American Booksellers Book of the Year (ABBY).
Antes de sua carreira literária como “Forrest”, Carter foi politicamente ativo durante anos no Alabama como opositor do movimento pelos direitos civis. Em meados da década de 1950, ele teve um programa de rádio segregacionista sindicalizado e trabalhou como redator de discursos para o governador segregacionista do Alabama, George Wallace. Ele também fundou o Conselho de Cidadãos do Norte do Alabama (NACC), uma ramificação independente do movimento do Conselho de Cidadãos Brancos formado por Carter quando o Conselho de Cidadãos Brancos tentou moderar o antissemitismo de Carter. Ele também formou o grupo militante e violento Ku Klux Klan, conhecido como Ku Klux Klan Original da Confederação, e iniciou uma publicação mensal intitulada The Southerner, que divulgava a retórica supremacista branca e anticomunista.

## Começo de vida
Asa Carter nasceu em Anniston, Alabama, em 1925, sendo o segundo mais velho de quatro filhos. Apesar de afirmar mais tarde (como autor “Forrest” Carter) que ficou órfão, ele foi criado por seus pais Hermione e Ralph Carter na vizinha Oxford, Alabama. Ambos os pais viveram até a idade adulta de Carter. Carter serviu na Marinha dos Estados Unidos durante a Segunda Guerra Mundial e, durante um ano, estudou jornalismo na Universidade do Colorado, em Boulder, com o G.I. Bill.  Após a guerra, ele se casou com India Thelma Walker. O casal se estabeleceu em Birmingham, Alabama, e teve quatro filhos. Seus filhos foram Ralph Walker Carter, Asa Earl Carter, ambos de Abilene, e Bedford Forrest Carter, do Alabama; uma filha, India Lara Morgan, de Jacksonville.

## Carreira
Carter trabalhou em várias estações de rádio da região antes de ir para a estação WILD, em Birmingham, onde trabalhou de 1953 a 1955. As transmissões de Carter na WILD, patrocinadas pela American States Rights Association, foram distribuídas para mais de 20 estações de rádio antes de o programa ser cancelado. Carter foi demitido após a indignação da comunidade por seus ataques à Semana Nacional da Fraternidade, que promovia a amizade com a comunidade judaica, e um boicote à WILD.  Carter rompeu com a liderança do movimento do Conselho de Cidadãos do Alabama por causa do incidente. Ele se recusou a reduzir sua retórica antissemita, e o Conselho de Cidadãos preferiu se concentrar na preservação da segregação racial contra os afro-americanos. 
Carter fundou um grupo renegado chamado Conselho de Cidadãos do Norte do Alabama. Além de suas carreiras na radiodifusão e na política, Carter administrou um posto de gasolina durante esses anos. Em março de 1956, ele estava se tornando notícia nacional como porta-voz da segregação. Carter foi citado pela United Press International como tendo dito que a NAACP havia “infiltrado” adolescentes brancos do sul com discos de rock and roll “imorais”. Carter pediu aos proprietários de jukeboxes que retirassem das jukeboxes todos os discos de artistas negros.
Carter voltou ao noticiário nacional em 1° de setembro depois de fazer um discurso inflamado contra a integração em Clinton, Tennessee. Ele se dirigiu aos 12 alunos negros matriculados na escola de ensino médio de Clinton e, após seu discurso, uma multidão de 200 homens brancos parou os motoristas negros que passavam pelo local, “arrancando os enfeites do capô e quebrando as janelas”. Eles estavam se dirigindo à casa do prefeito antes de serem rechaçados pelo xerife local. Carter apareceu em Clinton ao lado do segregacionista John Kasper, que foi acusado mais tarde, no mesmo mês, de sedição e incitação a um motim por suas atividades naquele dia. Mais tarde naquele ano, Carter concorreu a um cargo na Comissão da Cidade de Birmingham como Comissário de Segurança Pública contra o ex-titular do cargo, Eugene “Bull” Connor, que venceu a eleição em 1957. Como na maioria das eleições durante essa época de impostos e segregação, a única campanha competitiva foi feita para as primárias do Partido Democrata. Posteriormente, Connor ficou famoso em todo o país por sua abordagem pesada à aplicação da lei durante as lutas pelos direitos civis em Birmingham. Carter tirou parte do “voto branco de status inferior” de Connor, mas terminou em um distante último lugar nas primárias, uma indicação de que seu estilo estava se tornando inaceitável para os “respeitáveis” segregacionistas do Alabama.
Em 1957, Carter e seu irmão James foram presos por lutarem contra policiais de Birmingham. A polícia estava tentando prender outro dos seis membros do grupo, que era procurado por um suposto tiroteio que a Ku Klux Klan (KKK) havia envolvimento. Posteriormente, os dois homens foram considerados culpados de conduta desordeira e interferência com um policial, e cada um foi multado em US$ 25.  Também em meados da década de 1950, Carter fundou um grupo dissidente paramilitar da KKK, chamado “Original Ku Klux Klan of the Confederacy” (Ku Klux Klan Original da Confederação). Carter iniciou uma publicação mensal intitulada The Southerner, dedicada a teorias supostamente científicas da superioridade racial branca, bem como à retórica anticomunista.
Em abril de 1956, membros do novo grupo KKK de Carter atacaram o cantor Nat King Cole no palco de um show em Birmingham. Em setembro de 1957, seis membros do grupo da Klan de Carter sequestraram e atacaram um faz-tudo negro chamado Judge Edward Aaron. Eles castraram Aaron, derramaram terebintina em seus ferimentos e o deixaram abandonado no porta-malas de um carro perto de Springdale, Alabama. A polícia encontrou Aaron quase morto devido à perda de sangue. Carter não estava com os homens que realizaram esse ataque. Quatro dos seis envolvidos foram condenados por crime e sentenciados a 20 anos, mas em 1963, um conselho de liberdade condicional, nomeado pelo então empregador de Carter, o governador do Alabama, George Wallace, comutou suas sentenças.
Em 1958, Carter deixou o grupo da Klan que havia fundado após atirar em dois membros em uma disputa financeira. A polícia de Birmingham apresentou acusações de tentativa de homicídio contra Carter, mas as acusações foram posteriormente retiradas. Carter também fez uma campanha para vice-governador no mesmo ano e terminou em quinto lugar em um grupo de cinco candidatos.
Durante a década de 1960, Carter foi redator de discursos para Wallace. Ele foi um dos dois homens responsáveis pelo famoso slogan de Wallace “Segregation now, segregation tomorrow, segregation forever” (Segregação agora, segregação amanhã, segregação para sempre), parte do discurso de posse de Wallace em 1963. Carter continuou a trabalhar para Wallace e, depois que a esposa de Wallace, Lurleen, foi eleita governadora do Alabama em 1966, Carter trabalhou para ela.
Quando Wallace decidiu entrar para a política nacional com uma candidatura presidencial em 1968, ele não convidou Carter para a campanha, pois buscava suavizar sua reputação de incendiário segregacionista. No final da década de 1960, Carter ficou desiludido com o que considerava ser a virada liberal de Wallace em relação à raça.
Carter concorreu contra Wallace para governador do Alabama em 1970 em uma plataforma de supremacia branca. Carter ficou em um distante quarto lugar nas primárias democratas, obtendo apenas 1,51% dos votos; Wallace venceu por pouco as primárias em um segundo turno contra o governador Albert Brewer, mais moderado. Na posse de Wallace em 1971, Carter e alguns de seus apoiadores se manifestaram contra ele, carregando cartazes com os dizeres “Wallace is a bigot” (Wallace é um fanático) e “Free our white children” (Libertem nossas crianças brancas). A manifestação foi a última aparição pública notável de “Asa Carter”.

## Carreira literária e morte
Depois de perder a eleição, Carter se mudou para Abilene, Texas, onde começou do zero. Ele começou a trabalhar em seu primeiro romance, passando dias pesquisando em uma biblioteca pública em Sweetwater, Texas. Ele se distanciou de seu passado, começou a chamar seus filhos de “sobrinhos” e passou a se chamar Forrest Carter, em homenagem a Nathan Bedford Forrest, um general do exército confederado que lutou na Guerra Civil e o primeiro líder da Ku Klux Klan.
Carter se mudou para St. George's Island, na Flórida, na década de 1970 onde concluiu a continuação de seu primeiro romance, além de dois livros sobre temas indígenas americanos. Carter se separou de sua esposa, que permaneceu na Flórida. No final da década de 1970, ele se estabeleceu novamente em Abilene, Texas.
As obras de ficção mais conhecidas de Carter são The Rebel Outlaw: Josey Wales (1972, republicado em 1975 como Gone to Texas) e The Education of Little Tree (1976), este último livro publicado originalmente como um livro de memórias. Embora Little Tree tenha vendido modestamente durante a vida de Carter, tornou-se um sucesso estrondoso após sua morte.
Clint Eastwood dirigiu e estrelou uma adaptação cinematográfica de Josey Wales, rebatizada de The Outlaw Josey Wales (1976), depois que Carter enviou o livro para seu escritório como uma submissão não solicitada, e o parceiro de Eastwood leu e apoiou o projeto. Naquela época, nenhum dos dois homens sabia do passado de Carter como membro da KKK e sua opinião segregacionista fervorosa. Em 1997, após o sucesso da edição em brochura de The Education of Little Tree, foi produzida uma adaptação cinematográfica. Originalmente planejado para ser um filme para a TV, o filme foi lançado nos cinemas.
A sequência de Carter para The Rebel Outlaw: Josey Wales, intitulada The Vengeance Trail of Josey Wales (1976), foi planejada por Clint Eastwood como um projeto de filme, mas o projeto foi cancelado. Watch for Me on the Mountain (1978), do autor, é uma biografia fictícia de Gerônimo. Foi reimpresso em 1980 em uma edição intitulada Cry Geronimo!
Carter estava trabalhando em The Wanderings of Little Tree, uma continuação de The Education of Little Tree, bem como em uma versão do livro para o cinema, quando morreu em Abilene, em 7 de junho de 1979. A causa da morte foi relatada como insuficiência cardíaca. No entanto, o motorista da ambulância disse a um dos amigos de Carter que ele havia brigado bêbado com o filho, caído e se engasgado com o próprio vômito.  O corpo de Carter foi levado ao Alabama para ser enterrado perto de Anniston.

## Controvérsia e criticismo
Carter passou a última parte de sua vida tentando esconder seu passado como membro da Ku Klux Klan e segregacionista, afirmando categoricamente em um artigo do New York Times de 1976 que ele, Forrest, não era Asa Carter. O artigo descreve uma entrevista de Carter feita em 1974 por Barbara Walters no Today Show, em que Carter estava usando o nome “Forrest” enquanto promovia The Rebel Outlaw: Josey Wales. O Times relatou que Carter, que havia se candidatado a governador do Alabama (como Asa Carter) apenas quatro anos antes, foi identificado por vários políticos, repórteres e agentes da lei do Alabama que assistiram ao segmento do Today show como sendo a mesma pessoa que Asa Carter. O Times também informou que o endereço que Carter usou no pedido de direitos autorais para The Rebel Outlaw era idêntico ao que ele usou em 1970 quando concorreu a governador. “Além de negar que ele seja Asa Carter”, observou o artigo, "o autor se recusou a ser entrevistado sobre o assunto".
Em 1985, a autobiografia de Carter foi comprada para uma edição de bolso e comercializada pela Imprensa da Universidade do Novo México como um livro de memórias. Seu subtítulo era “A True Story by Forrest Carter” (Uma história verdadeira de Forrest Carter). A história descrevia o relacionamento entre o menino e seu avô escocês-cherokee, um homem chamado Wales (uma sobreposição com outras obras de ficção de Carter). Escrito a partir da perspectiva de um menino órfão aos cinco anos de idade, o livro descrevia como ele havia se acostumado à vida em uma remota depressão nas montanhas com seu “pensamento indígena”, o “vovô”, e a “vovó” Cherokee, que o chamava de “Little Tree”. O vovô administra uma pequena fábrica de uísque durante a Lei Seca e os últimos anos da Grande Depressão. Os avós e os visitantes da caverna expõem Little Tree aos (supostos) costumes Cherokee e aos valores do “povo da montanha”. O estado o leva para um orfanato, onde ele fica por alguns meses até que um velho amigo índio intimida o diretor a permitir a libertação de Little Tree. (Na vida, Carter não ficou órfão nem foi criado por avós cherokees).
Antes de adotar um novo nome e identidade, Carter alegou ter ascendência Cherokee materna distante, uma alegação corroborada por alguns membros de sua família.
Em 1985, a Imprensa da Universidade do Novo México comprou os direitos de The Education of Little Tree da editora original Delacorte Press e o publicou em brochura. Em seu segundo ano, a nova edição em brochura começou a ser vendida rapidamente por meio de publicidade boca a boca, com vendas que acabaram ultrapassando 600.000 exemplares. Embora o passado de Carter como Asa Carter tenha sido discutido nos círculos acadêmicos, não era amplamente conhecido pelo público comprador de livros quase dez anos após o artigo do New York Times de 1976 sobre ele. Em 1991, depois que o livro ganhou o prêmio American Booksellers Book of the Year (ABBY), ele ficou em primeiro lugar na lista de best-sellers de livros de não-ficção do The New York Times por várias semanas.
Em 4 de outubro de 1991, Dan T. Carter, um professor de história que especulou que, com base na herança compartilhada, ele poderia ser um primo distante de Asa Carter (a suposição já foi declarada em outro lugar como fato), publicou o artigo “The Transformation of a Klansman” no The New York Times. Esse artigo esclareceu a dupla identidade de Asa Carter, e o The Times colocou o livro em sua lista de ficção. O acadêmico Henry Louis Gates Jr. também escreveu um artigo sobre Carter e Little Tree para o jornal The Times, publicado em novembro de 1991.
A adaptação cinematográfica de Little Tree (1997) reacendeu o interesse pela figura de Asa Carter. Sua viúva, India Carter, recusou a maioria dos pedidos de entrevista durante esses anos, mas confirmou à Publishers Weekly em 1991 que Forrest e Asa eram a mesma pessoa. Eleanor Friede, editora original da Little Tree, defendeu o passado de Carter em 1997, dizendo ao Times: “Ele não era membro da Ku Klux Klan. Sinceramente, não vejo sentido em toda essa fofoca desagradável que foi trazida à tona há anos”.
Após a publicidade de 1991, a University of New Mexico Press alterou a capa de Little Tree, removendo o subtítulo “True Story” (História Verdadeira) e adicionando uma etiqueta de classificação de ficção. Little Tree continuou a encontrar leitores e um lugar nas listas de leitura para jovens adultos desde 1991. Henry Louis Gates, Jr., argumentou que Little Tree pode ser apreciado por sua mensagem de tolerância e outras qualidades, apesar da vida anterior de seu criador.
Richard Friedenberg escreveu e dirigiu a adaptação cinematográfica de 1997. Ele também defendeu o livro, mas não o autor:

Friedenberg disse que o que lhe atraiu no livro foi que “os personagens e o ambiente em que viviam representavam tudo o que havia de bom e de ruim nos Estados Unidos”. Por um lado, disse ele, o livro tratava da força da família, e não necessariamente das famílias tradicionais. Por outro lado, disse ele, tratava da ignorância e do preconceito. Friedenberg disse que achava desconcertante e quase impossível entender os motivos e as ambições literárias do Sr. Carter. Embora o Sr. Carter, que escreveu quatro livros, não tenha abordado publicamente a questão de seu preconceito, o Sr. Friedenberg disse acreditar que “seu pedido de desculpas estava em sua literatura”. Por exemplo, ele disse que os poucos negros e judeus em seus livros são retratados com simpatia. “Os vilões são quase sempre, sem exceção, brancos ricos, políticos e pregadores falsos”.
Oprah Winfrey, que recomendou Little Tree em 1994, posteriormente removeu o livro de sua lista de títulos recomendados:

Eu não sentia mais o mesmo por este livro, apesar de ter ficado comovida com a história”, disse Winfrey em 1994. “Uma parte de mim dizia: ‘Bem, tudo bem, se uma pessoa tem dois lados e é capaz de escrever essa história maravilhosa e também o discurso sobre a segregação eterna, talvez isso seja aceitável’. Mas eu não conseguia, não conseguia aceitar isso.
O livro também foi criticado por motivos literários: “É claro que estou surpresa que Winfrey o tenha recomendado”, disse Loriene Roy, presidente da Associação Americana de Bibliotecas. “Além das questões sobre a identidade do autor, o livro é conhecido por ter um enredo simplista que usa muitas imagens estereotipadas.”

## Obras de Forrest Carter
- ‘’The Rebel Outlaw: Josey Wales‘’ (1972; (Whippoorwill Pub., 1973; reimpresso pela Delacorte em 1975 como ‘'Gone to Texas’'; e pela Dell em 1980 como ‘'The Outlaw Josey Wales’')
- ‘’The Vengeance Trail of Josey Wales‘’ (1976, Delacorte Press)
- ‘’The Education of Little Tree‘’ (1976, Delacorte Press)
- ‘’Watch for Me on the Mountain‘’ (1978, Delacorte Press; 1980, reeditado pela Dell como ‘'Cry Geronimo!’')
- ‘'The Wanderings of Little Tree’' (Inacabado)

### Adaptações para o cinema
- ‘’The Outlaw Josey Wales‘’ (1976)
- ‘’The Return of Josey Wales‘’ (1986)
- ‘’The Education of Little Tree‘’ (1997)

## Obras sobre Carter

### Livros sobre Carter fingindo sua etnia
- Browder, Laura (2003). Slippery Characters: Ethnic Impersonators and American Identities. [S.l.: s.n.]
- Huhndorf, Shari M. (2004). Going Native: Indians in the American Cultural Imagination. [S.l.: s.n.]
- David Treuer (2006). Native American Fiction: A User's Guide. [S.l.: s.n.]

### Documentários
- O documentário The Reconstruction of Asa Carter (2011) examina o passado de Carter como líder da KKK e autor do discurso “Segregação agora! Segregação para sempre!” de George Wallace, bem como sua reinvenção como autor best-seller “nativo americano”.[25][26]

### Rádio
Carter foi tema de um episódio de 2014 do programa da NPR This American Life, intitulado “180 Degrees” (180 graus).